# Pachylocerus sabahanus
Pachylocerus sabahanus es una especie de escarabajo longicornio del género Pachylocerus, tribu Pseudolepturini, orden Coleoptera. Fue descrita científicamente por Vives y Heffern en 2012.
El período de vuelo ocurre durante el mes de marzo.

## Descripción
Mide 21 milímetros de longitud.

## Distribución
Se distribuye por Malasia (isla de Borneo).